# ルーキー (馬)
ルーキー（牝馬：1982年4月8日 - 2020年6月14日）は、駿ホースクラブに繋養されていたサラブレッドである。牝馬としての軽種馬・サラブレッドの日本国内最高齢記録を持つ。
父グレンターレツト、母アイアムラツキー。競走名ラツキーシラギクという名で、1984年から1988年まで名古屋競馬にて出走していた。JBISによると、全成績は57戦8勝、獲得賞金は1028.5万円とある。名古屋競馬でもC級に終わっており、競走馬では成功しなかった。唯一名古屋競馬出身の名馬ジュサブローについて語られる際に本馬が出てくることがあり、ジュサブロー側から見ると名古屋競馬場時代の対戦相手の1頭という程度の扱いではあるが、ジュサブローの成績表には、1985年6月19日4歳選抜の2着馬として「ラツキーシラギク」と記録されている。
引退後、山梨県の小須田牧場にて、名前をルーキーと改名し乗馬となった。その後、軽井沢プリンス乗馬クラブに移り、1995年より駿ホースクラブにて繋養されていた。
2018年4月9日、ウラカワミユキ（ナイスネイチャの母）が36歳と0日で保持していたサラブレッド牝馬の長寿記録を更新。翌2019年8月には、国内最高齢だったシャルロット（牡40歳・競走名：アローハマキヨ）が死去したため、この時点で当馬が最高齢の存命馬となっていたが、2020年6月14日に老衰のため死亡した。38歳と67日であった。
シャルロットの記録は抜けなかったものの、マリージョイ（競走名スインフアニー）が持っていた最高齢軽種馬牝馬としての記録は更新している。